# Trzebawie
Trzebawie (niem. Altenfliess) – wieś w Polsce położona w województwie zachodniopomorskim, w powiecie łobeskim, w gminie Węgorzyno, nad jeziorem Woświn. Liczba mieszkańców wynosi ok. 80.
W latach 1975–1998 miejscowość administracyjnie należała do województwa szczecińskiego.

## Nazwa
9 grudnia 1947 r. ustalono urzędową polską nazwę miejscowości – Trzebawie, określając drugi przypadek jako Trzebawia, a przymiotnik – trzebawski.

## Historia
Od drugiej połowy XIII w. wieś była lennem rodziny Wedlów z Chociwla.
Najstarsza wzmianka o wsi, która nazywała się Altenfliess pochodzi z roku 1628. 

## Zabytki
W Trzebawiu znajduje się kościół ryglowy z drugiej połowy XIX w. pw. św. Michała Archanioła – odpust 29 września. Kościół ufundowany został przez rodzinę von Wedel. Jest on ryglowy, na podmurówce kamiennej, salowy na planie prostokąta, prezbiterium zamknięte pięciobocznie. Dach kryty dachówką. Od zachodu wieża drewniana, czworoboczna, oszalowana, zwieńczona neobarokowym hełmem przykrytym blachą. Ołtarz z obrazem Michała Archanioła, empora muzyczna wsparta na dwóch słupach. Obiekt wpisany 12 grudnia 1963 roku do rejestru zabytków pod nr. 440.